# 善応寺 (足立区興野)
善應寺（ぜんのうじ）とは、東京都足立区興野2-20-5にある真言宗豊山派の寺院。山号は瑠璃山。

## 沿革
武蔵国足立郡奥野村（現・興野町）に建立されたのは、後村上天皇の1363年（貞治2年）と伝えられている。もと吉祥院末だったが1939年10月長谷寺の直末となった。
1945年4月太平洋戦争の戦火拡大に伴い類焼の難に遭遇するも、1950年7月、三間四方の木造の本堂を再建する。現在の本堂は、1965年寺檀ともどもに勇健の気運起り、鉄筋コンクリート造りにより建立された。
本尊は聖観世音菩薩、両座に弘法大師・興教大師を安置する。旧本堂は大師堂跡に移築され薬師堂と称し、本尊薬師如来は行基作と伝えられる。両脇を1983年修復の十二神将が護る。
境内には、1634年（寛永11年）建立を含む六地蔵、1651年（慶安4年）の大日如来石像、1861年文久元年作の四国八十八ヵ所の各本尊を模刻した石仏が並ぶ。その他、1816年（文化13年）の石像不動明王を祀る不動堂、宗祖弘法大師1150年御遠忌記念の修行大師像も建立、荒川道八十八ヵ所の第36番の札所。

## 交通アクセス
- 日暮里・舎人ライナー高野駅より徒歩12分（経路案内）。